# Tibet himnusza
A tibeti himnusz ( tibeti : བོད་རྒྱལ་ཁབ་ཆེན་པོའི་རྒྱལ་གླུ། , Bod Rgyal Khab Chen Po'i Rgyal Glu ), " Gyallu " néven ismert, a száműzetésben lévő tibeti kormány himnusza, és a Kínai Népköztársaság szigorúan betiltja, különösen a Tibeti Autonóm Régióban. Trijang Rinpoche írta 1950-ben.
Tashi Tsering szerint Tibet első nemzeti himnuszát egy tibeti tudós írta a hetedik Dalai Láma korszakában és a Pholanas uralkodása alatt, 1745 és 1746 között.

## Gyallu
A "Gyallu" a tibeti száműzött kormány nemzeti himnusza , és Buddha ragyogására összpontosít. A szavakat Trijang Rinpoche írta 1950 körül, de nem világos, hogy először a Kínai Népköztársaság 1951 -ben Tibet annektálása előtt használta -e, vagy azután, hogy a 14. dalai láma 1960 -ban Indiába száműzte.
A legkorábbi jelentés az állam himnuszáról (feltehetően Gyallu) 1949 és 1950 közötti időszakból származik (amikor Tibet már a kommunista kínai invázió fenyegetésével szembesült), amelyet a tibeti nép hazaszeretetét megerősítő reformok keretében vezettek be. Egy másik jelentés szerint a himnuszt 1960 -ban, a száműzetésben mutatták be a 14. Dalai Lámának.

## 18. századi tibeti himnusz
Az első tibeti himnuszt a 18. században hozták létre. Tashi Tsering jeles tibeti tudós szerint Pholanas írta 1745/46 -ban, a 7. Dalai Láma idején. Sir Charles Bell Tibet "nemzeti himnuszaként" írta le. Szintén része egy tibeti buddhista imának, nevezetesen Imádság a Dalai Láma hosszú életéért. Az alább említett ima a 14. Dalai Láma Tenzin Gyatso hosszú életéért szóló ima, tehát nem lehet a nemzeti himnusz (újjászületése) előtt. A tibeti buddhizmusban szokás, hogy a magasan elsajátított mesterek hosszú élettartamú imákat írnak az új reinkarnációkért és a kor más nagyraismert mestereiért. Azt mondják, hogy az ilyen imák elolvasása, amelyek spontán megjelentek a reinkarnált mesterek (Élő Buddhák) fejében, nagy hasznot hoz azoknak, akik elolvassák őket, nem beszélve természetesen a címzettekről.